# Kurt Eberhard (General)

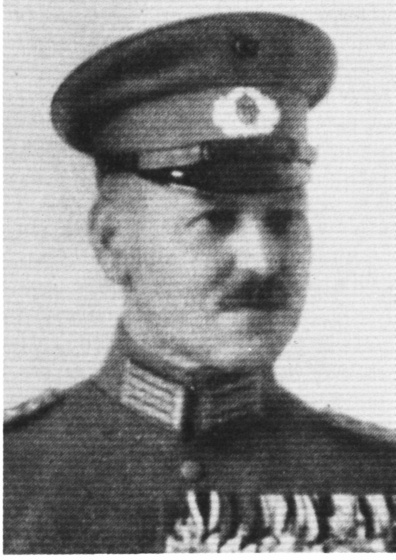
Kurt Eberhard

Kurt Eberhard (* 12. September 1874 in Rottweil; † 8. September 1947 in Stuttgart) war ein deutscher Generalmajor und SS-Führer. Als Stadtkommandant im besetzten Kiew war er mitverantwortlich für die Planung des Massakers von Babyn Jar, einer der größten nationalsozialistischen Mordaktionen, der am 29. und 30. September 1941 mehr als 33.000 Juden zum Opfer fielen.

## Leben
Eberhard trat nach dem Abschluss seiner Schullaufbahn am 3. August 1892 als Fahnenjunker in das Feldartillerie-Regiment „König Karl“ (1. Württembergisches) Nr. 13 der Württembergischen Armee in Ulm ein. Dort erfolgte am 18. März 1893 seine Ernennung zum Fähnrich sowie die Beförderungen zum Sekondeleutnant und Oberleutnant am 25. November 1893 bzw. 25. Februar 1902. Von Oktober 1902 bis Juli 1905 besuchte Eberhard die Preußische Kriegsakademie in Berlin. Nach seiner Rückkehr zu seinem Stammregiment wurde er am 25. Februar 1907 zur 27. Feldartillerie-Brigade (2. Königlich Württembergische) versetzt und dort als Adjutant verwendet. Als Hauptmann (seit 25. Februar 1908) ernannte man ihn dann am 25. Juli 1910 zum Batteriechef im 4. Württembergischen Feldartillerie-Regiment Nr. 65 in Ludwigsburg. In dieser Stellung verblieb Eberhard bis zu seiner Versetzung als Lehrer an die Feldartillerie-Schule am 1. Oktober 1913.
Mit Ausbruch des Ersten Weltkriegs kehrte Eberhard zum Feldartillerie-Regiment Nr. 65 zurück, übernahm wieder die Funktion als Batteriechef und kam an der Ostfront zum Einsatz. Nach der Beförderung zum Major am 27. Januar 1915 erhielt er das Kommando über die II. Abteilung des Regiments, die ab 4. September 1916 direkt der 26. Division (1. Königlich Württembergische) unterstellt war. Mit Wirkung zum 10. April 1918 erfolgte die Ernennung zum Kommandeur des Feldartillerie-Regiments Nr. 501, mit dem er an der Westfront antrat. Nach Kriegsende führte er das Regiment in die Heimat zurück, wo es ab 21. Dezember 1918 in Minden demobilisiert und schließlich im Juni 1919 aufgelöst wurde.

## Reichswehr
Man übernahm Eberhard in die Vorläufige Reichswehr und verwendete ihn zunächst vom 1. Juli 1919 bis 1. Oktober 1920 als Kommandeur des Reichswehr-Artillerie-Regiments 5. Nach der Verkleinerung und Bildung des 100.000-Mann-Heeres setzte man ihn anschließend bis 1. Oktober 1922 als Kommandeur der II. (Badische) Abteilung des 5. Artillerie-Regiment in Ulm ein und beförderte ihn zwischenzeitlich am 18. Oktober 1920 zum Oberstleutnant. Als solcher kam Eberhard am 1. Oktober 1922 in den Stab des Artillerie-Führers V. Es folgte am 1. April 1923 seine Ernennung zum Kommandanten von Ulm sowie am 1. November 1923 die Beförderung zum Oberst. Eberhard wurde am 31. März 1925 von seinen Aufgaben entbunden und schied bei gleichzeitiger Verleihung des Charakters als Generalmajor mit diesem Datum aus dem aktiven Dienst. Eberhard erhielt eine Reihe militärischer Auszeichnungen.

## NSDAP und SS
Zum 1. Mai 1937 trat Eberhard der NSDAP bei (Mitgliedsnummer 5.645.459). Zudem war Eberhard seit dem 20. April 1939 Mitglied der SS im Rang eines SS-Standartenführers (SS-Nummer 323.045). Ab 1940 war er SS-Oberführer und ab 9. November 1942 Brigadeführer der Allgemeinen SS.

## Zweiter Weltkrieg

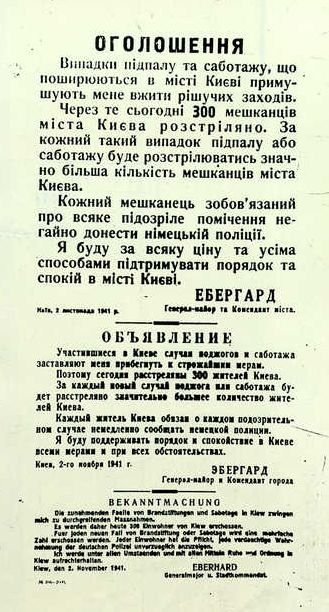
Bekanntmachung von Geiselerschießungen in Kiew, Stadtkommandant Eberhard

Wenige Tage vor Beginn des Zweiten Weltkriegs reaktivierte man Eberhard am 26. August 1939 zum Heer der Wehrmacht. Er verblieb zunächst ohne Verwendung. Mit Beginn des Westfeldzuges (10. Mai 1940) wurde Eberhard dem Stab des Kommandanten des rückwärtigen Armeegebiets 550 zugeteilt und zur Führung der bodenständigen Organisation der Artillerie rechts des Rheins (Abschnittskommando Oberkirch/Wehrkreis V) als Artillerie-Stab Eberhard eingesetzt. Der Artillerie-Stab Eberhard wurde nach dem Waffenstillstand von Compiègne am 7. Juli 1940 aufgelöst (BA/MA 41/963). 
Vom 13. Mai 1941 bis 30. Juni 1942 fungierte Eberhard als Kommandeur der Feldkommandantur 195. Am 26. September 1941 nahm er als Stadtkommandant von Kiew in seinen Diensträumen an einer Besprechung teil, in der das Massaker von Babyn Jar geplant wurde und an der auch der Befehlshaber der Einsatzgruppe C, Otto Rasch, sowie der SS-Standartenführer Paul Blobel, Leiter des Sonderkommandos 4a, teilnahmen. Eberhard meldete am 28. September 1941 nach Berlin: „Wehrmacht begrüßt Maßnahmen und erbittet radikales Vorgehen“. 
Eberhard wirkte an der Erfassung der Juden in Kiew mit, ordnete Geiselerschießungen an und öffnete die Stadt für das Sonderkommando 4a.
Eberhard wurde Anfang Juli 1942 in die Führerreserve des OKH versetzt und schied Ende November 1942 aus dem Armeedienst aus. Er kam nach Kriegsende im November 1945 in US-amerikanische Haft und beging am 8. September 1947 in Stuttgart Suizid.